# Zmýlená neplatí (film)
Zmýlená neplatí  (italsky I soliti ignoti) je italský povídkový film z roku 1958. O režii se podělili významní italští režiséři Mario Monicelli. Film byl v roce 1959 nominován na Oscara v kategorii nejlepší cizojazyčný film.

## V hlavních rolích
- Vittorio Gassman
- Marcello Mastroianni
- Renato Salvatori
- Totò
- Claudia Cardinale
- Tiberio Murgia
- Memmo Carotenuto
- Carlo Pisacane
- Carla Gravina